# Žižkův vrch
Žižkův vrch je přírodní rezervace, byla vyhlášena v roce 2004 a nachází se u Mariánských Lázní na stejnojmenném vrchu ve Slavkovském lese. Důvodem ochrany je zde lesní porost s vysokým podílem buku (Fagus sylvatica) a příměsí klenu (Acer pseudoplatanus) i dalších listnáčů, blížících se složením původním porostům dotčené oblasti. Jižním okrajem přírodní rezervace prochází naučná stezka Geologický park. Péčí o lokalitu je pověřena správa CHKO Slavkovský les.

## Přírodní poměry

### Geologie
Podloží území tvoří enkláva amfibolického dioritu až gabra, obklopená porfyrickou žulou v mariánskolázeňském metabasitovém komplexu.
Na svazích se nacházejí horninové sutě, často tvořené velkými balvany.

### Flóra a fauna
Ve spodní části svažitého terénu výrazně dominuje bukový les s příměsí klenu, ve střední části až po vrchol Žižkova vrchu dominuje klen s příměsí buku, lípy, jasanu a dubu. Dosazována je zde jedle (Abies alba). V bylinném patře roste kyčelnice devítilistá (Dentaria enneaphyllos), kyčelnice cibulkonosná (Dentaria bulbifera), hrachor jarní (Lathyrus vernus) a svízel vonný (Galium odoratum). Roztroušeně zde roste nezelená orchidej hlístník hnízdák (Neottia nidus-avis) a lilie zlatohlavá (Lilium martagon), vzácně lýkovec jedovatý (Daphne mezereum) a samorostlík klasnatý (Actaea spicata). 
Na území pravidelně hnízdí datel černý (Dryocopus martius), krahujec obecný (Accipiter nisus) a puštík obecný (Strix aluco). Časté jsou přelety krkavce velkého (Corvus corax) a čápa černého (Ciconia nigra). Z obojživelníků zde žije ropucha obecná (Bufo bufo), čolek horský (Ichthyosaura alpestris) a skokan hnědý (Rana temporaria).